# Каміль Пестка
Каміль Пестка (пол. Kamil Pestka, нар. 22 серпня 1998, Краков, Польща) — польський футболіст, фланговий захисник клубу «Ракув».

## Клубна кар'єра
Каміль Пестка народився у Кракові і грати у футбол починав у місцевих клубах з нижчих дивізіонів чемпіонату Польщі. У 2014 році Пестка приєднався до футбольної академії клубу з Кракова «Краковія», який виступає у Ексктракласі. У сезоні 2016/17 Пестка дебютував в основному складі «Краковії».
Другу частину сезону 2018/19 Пестка провів в оренді у клубі Першого дивізіону «Хробри», після чого повернувся до Кракова і разом з командою виграв Кубок Польщі сезону 2019/20.

## Збірна
В період з 2018 по 2019 роки Каміль Пестка провів 16 матчів у складі молодіжної збірної Польщі.

## Досягнення
Краковія
 Переможець Кубка Польщі: 2019/20